# Fascia transversal
La fascia transversalis o fascia abdominal profunda es una fascia situada entre el músculo transverso y la grasa extraperitoneal. Toma su nombre de la musculatura más próxima, que es dicho músculo. Separa toda la musculatura lateral y musculatura ántero-lateral de la cavidad abdominal. Por su parte posterior se encuentra el peritoneo y por su parte anterior se localiza parte de la musculatura abdominal.
- Datos: Q1397355